# Семёнов, Константин Валериевич
Константи́н Вале́риевич Семёнов (22 октября 1978, Дубровно) — белорусский дзюдоист лёгкой весовой категории, выступал за сборную Белоруссии на всём протяжении 2000-х годов. Участник летних Олимпийских игр в Пекине, бронзовый призёр чемпионатов Европы в командном и личном зачётах, обладатель бронзовой медали летней Универсиады, победитель многих турниров национального и международного значения. Мастер спорта Республики Беларусь международного класса. Также известен как самбист, чемпион Европы и мира по спортивному самбо.

## Биография
Константин Семёнов родился 22 октября 1978 года в городе Дубровно Витебской области Белорусской ССР. Активно заниматься дзюдо начал с раннего детства, проходил подготовку в Гродно в местном спортивном клубе «Динамо».
Впервые завил о себе в сезоне 1995 года, одержав победу на Европейском юношеском олимпийском фестивале в Великобритании. Два года спустя выиграл серебряную медаль на чемпионате Европы среди юниоров в Любляне.
Первого серьёзного успеха на взрослом международном уровне добился в 2000 году, когда попал в основной состав белорусской национальной сборной и дебютировал в зачёте Кубка мира, в частности на этапе в Москве получил бронзу. В следующем сезоне в лёгкой весовой категории стал бронзовым призёром домашнего этапа Кубка мира в Минске и летней Универсиады в Пекине. Ещё через год впервые одержал победу в Кубке мира, это произошло опять же на домашнем этапе в Минске. В 2003 году стал чемпионом Белоруссии в лёгком весе, взял бронзу на Суперкубке мира в Москве.
В 2005 году Семёнов вновь был лучшим в зачёте белорусского национального первенства, выиграл бронзовую медаль на международном турнире класса «Б» в Стамбуле. Год спустя, одержав победу на чемпионате Белоруссии, завоевал бронзовые награды на этапе Кубка мира в Минске и на командном чемпионате Европы в Белграде, тогда как в личном зачёте на европейском первенстве в Тампере занял лишь пятое место. В 2007 году в четвёртый раз выиграл национальное первенство, стал бронзовым призёром личного и командного чемпионатов Европы (в личном зачёте единственное поражение потерпел от россиянина Саламу Меджидова), получил бронзу на международном турнире в Германии, в том время как на чемпионате мира в Рио-де-Жанейро расположился в итоговом протоколе только на седьмой строке.
На чемпионате Европы 2008 года в Лиссабоне занял седьмое место, выиграл серебряную медаль на этапе Кубка мира в Праге. Благодаря череде удачных выступлений удостоился права защищать честь страны на летних Олимпийских играх в Пекине. Выиграл здесь свой стартовый поединок, но во втором поединке проиграл азербайджанцу Эльнуру Мамедли. В утешительных встречах за третье место потерпел поражение от представителя Бельгии Дирка ван Тихелта. Вскоре по окончании этих соревнований принял решение завершить карьеру профессионального спортсмена, уступив место в сборной молодым белорусским дзюдоистам.
Помимо участия в соревнованиях по дзюдо на протяжении всей своей спортивной карьеры Семёнов также регулярно выступал на турнирах по самбо. Является чемпионом мира и Европы по спортивному самбо. За выдающиеся спортивные достижения удостоен почётного звания «Мастер спорта Республики Беларусь международного класса».